# Antonio Orozco
Antonio José Orozco Ferrón (L'Hospitalet de Llobregat, 23 november 1972), beter bekend als kortweg Antonio Orozco, is een Spaanse zanger. Van zijn eerste album, Un reloj y una vela, zijn meer dan 100.000 exemplaren verkocht en van zijn tweede album Semilla del silencio meer dan 300.000.
Orozco is meerdere keren coach geweest in La Voz, de Spaanse versie van het muzikale talentenjachtprogramma The Voice.